# مارغريت وينديل هانتينغتون
مارغريت وينديل هانتينغتون (بالإنجليزية: Margaret Wendell Huntington)‏ هي رسامة وفنانة أمريكية، ولدت في 1867، وتوفيت في 1958.